# سیارک گم‌شده

بیش از ۷۰۰٬۰۰۰ سیارکمشاهده شده‌اند، بسیاری از آن‌ها به دلیل ناقص بودن داده‌های مشاهده‌ای به‌ناچار گم‌شده اعلام می‌شوند.

سیارک گم‌شده (انگلیسی: Lost minor planet) زمانی که ناظران امروزی نمی‌توانند آن را پیدا کنند، «گم‌شده» خوانده می‌شود زیرا دیگر نمی‌توانند موقعیت آن را با رصدهای هدفمند پیش‌بینی کنند و منتظر مشاهدات پیمایشی هستند. این در صورتی اتفاق می‌افتد که عناصر مداری یک سیارک به اندازهٔ کافی شناخته نشده باشند، معمولاً به این دلیل که قوس مشاهده برای جسم بسیار کوتاه است. بسیاری از سیارک‌هایی که قبلاً گم شده بودند در دهه‌های ۱۹۸۰ و ۱۹۹۰ دوباره کشف شدند، اما بسیاری از سیاره‌های کوچک هنوز گم شده‌اند.
برابر برخی تعریف‌ها، هزاران، اگر نه ده‌ها هزار، از سیاره‌های کوچک مشاهده‌شده عمدتاً سیارک گم شده‌اند - آن‌ها را نمی‌توان با نشانه‌روی تلسکوپ مناسب به مکان‌های پیش‌بینی‌شده‌شان دید، زیرا عدم قطعیت مدارهای پیش‌بینی‌شده بسیار زیاد است. برخی از سیاره‌های کوچک گمشده کشف شده در دهه‌های گذشته را نمی‌توان یافت زیرا داده‌های رصدی موجود برای تعیین مدار قابل اعتماد کافی نیست. با اطلاعات محدود، اخترشناسان نمی‌توانند بدانند که در تاریخ‌های آینده کجا به دنبال شی بگردند.
گاهی هم یک شی «تازه کشف شده» کشف مجدد یک شی قبلاً گم شده‌است. این را می‌توان با محاسبه معکوس مدار جسم «جدید» (زمانی که کاملاً شناخته شد) و بررسی موقعیت‌های گذشته در برابر موقعیت‌هایی که قبلاً برای جسم گم شده ثبت شده بود، ایجاد کرد. این معمولاً طول قوس جسم را تا حد زیادی افزایش می‌دهد، بنابراین مدار را با دقت بسیار بیشتری ثابت می‌کند. محاسبات مدار عقب مخصوصاً برای دنباله‌دارهای گمشده دشوار است، زیرا مدار آن‌ها می‌تواند تحت تأثیر نیروهای غیر گرانشی، مانند انتشار فواره‌های گاز از هستهٔ دنباله‌دار قرار گیرد.